# Partido del Renacimiento Eslovaco
El Partido del Renacimiento Eslovaco (en eslovaco:Strana slovenskej obrody, SSO) fue un partido político en Eslovaquia, cuando era parte de Checoslovaquia, fundado en marzo de 1948 por parte de los miembros pro-comunistas del Partido Democrático (DS, principalmente de la dirección). Fue proscrito por el gobierno después del Golpe de Praga.
Fue fundado como un partido "revivido" bajo la guía del Partido Comunista de Checoslovaquia (KSC). Formaba parte del Frente Nacional. El órgano supremo fue la conferencia eslovaca. Su periódico oficial era el diario Ľud (El Pueblo).
Ján Ševčík se convirtió en presidente del partido en marzo de 1948. El partido estaba perdiendo gradualmente su base electoral (en enero de 1948 el DS tenía 217.000 miembros, en mayo de 1948 el SSO solo tenía 950). A pesar de su posición débil, el Partido Comunista no confiaba en el SSO y solo tenía una representación mínima en los cargos estatales.
En 1968, aparecieron corrientes de reforma en el SSO debido a la Primavera de Praga, pero fueron suprimidas después de 1969. En 1983, Jozef Šimúth reemplazó al antiguo presidente Jozef Mjartan. Jóvenes tecnócratas, pero también intelectuales y artistas, actores conocidos como Dušan Jamrich y  Marián Labuda, se unieron al SSO durante la presidencia de Shimoud.
El partido no se activó hasta 1989, cuando apoyó a la democratización de la Revolución de Terciopelo, por lo que el 10 de diciembre del mismo se disolvió y dos días después se fundó otro partido con el nombre del Partido Democrático.